# Juan Manuel Cotelo Oñate
Juan Manuel Cotelo Oñate (Madrid, 7 de juliol de 1966) és un periodista, director de cinema, guionista, productor i actor espanyol. És membre de la Acadèmia de les Arts i les Ciències Cinematogràfiques d'Espanya, i de l'Acadèmia de TV.

## Biografia
Treballa en el món audiovisual des de 1987, com a periodista, director de cinema, guionista, productor, i actor. És el fundador i director de la Fundació Infinito + 1, productora i distribuïdora internacional de pel·lícules. Està casat i té tres filles.
Va començar a treballar a televisió el 1987, a Barcelona, com a redactor de l'agència internacional EditMedia TV, agència de la qual un any després va ser Redactor en Cap a Madrid. Ha treballat en diversos formats audiovisuals, tant informatius com d'entreteniment, a través de productores audiovisuals com a Internacional Television Produccions, Globomedia, Vídeo Media, PNN i Idea TV, per a la seva emissió en televisions espanyoles (Canal Sud TV, Euskal Telebista, Televisió Espanyola, Telemadrid, Telecinco... o dels Estats Units, on va ser traductor del programa de notícies de KTLA Channel 5 (Los Angeles) i Director Creatiu d'IDEA TV, a Washington D. C..
Va ser guionista, presentador i actor en el programa líder d'audiència en Canal Sur Televisión Así es la vida, dirigit per Fernando Navarrete, i emès posteriorment en TVE 1 i Telemadrid.

## Filmografia

### Cinema
- 1998 El sudor de los ruiseñores
- 2003 Torremolinos 73 de Pablo Berger (actor)
- 2008 La última cima[4]
- 2011 Te puede pasar a ti
- 2013 Tierra de María
- 2016 Footprints
- 2018 El mayor regalo
- 2021 Tengamos la Fiesta en Paz

### Sèries de televisió (com a actor)
- 1998 - 2002 Compañeros
- 2001 - 2004 7 vidas
- 2002 Javier ya no vive solo
- 2003 Los Serrano
- 2005 Aída
- 2005 Hospital Central
- 2006 El Comisario
- 2006 Matrimonio con hijos
- 2007 El Internado

## Llibres
- "Opera Prima: así logré escribir, producir y dirigir mi primer largometraje", amb pròleg de Juanma Bajo Ulloa.

## Premis
- Premi al II Encontre Universitari de Cinema Iberoamericà de Huelva, per El sudor de los ruiseñores de 1998
- Premi al Millor Director Novel del Cercle d'Escriptors Cinematogràfics, per El sudor de los ruiseñores de 1998
- Premi de Ràdio Exterior d'Espanya al millor llargmetratge del Festival de Cinema de Huelva, per El sudor de los ruiseñores de 1998
- Premi del Públic per El sudor de los ruiseñores de 1998
- Premi del Jurat del Festival de Cinema de Burgos per El sudor de los ruiseñores de 1998
- El sudor de los ruiseñores de 1998 va ser seleccionada en secció oficial de festivals a Chicago, Nova York, Mar del Plata i Istanbul.